# Chysis bruennowiana
Chysis bruennowiana Rchb.f. & Warsz., 1857 è una pianta della famiglia delle Orchidacee originaria dell'America centrale.

## Descrizione

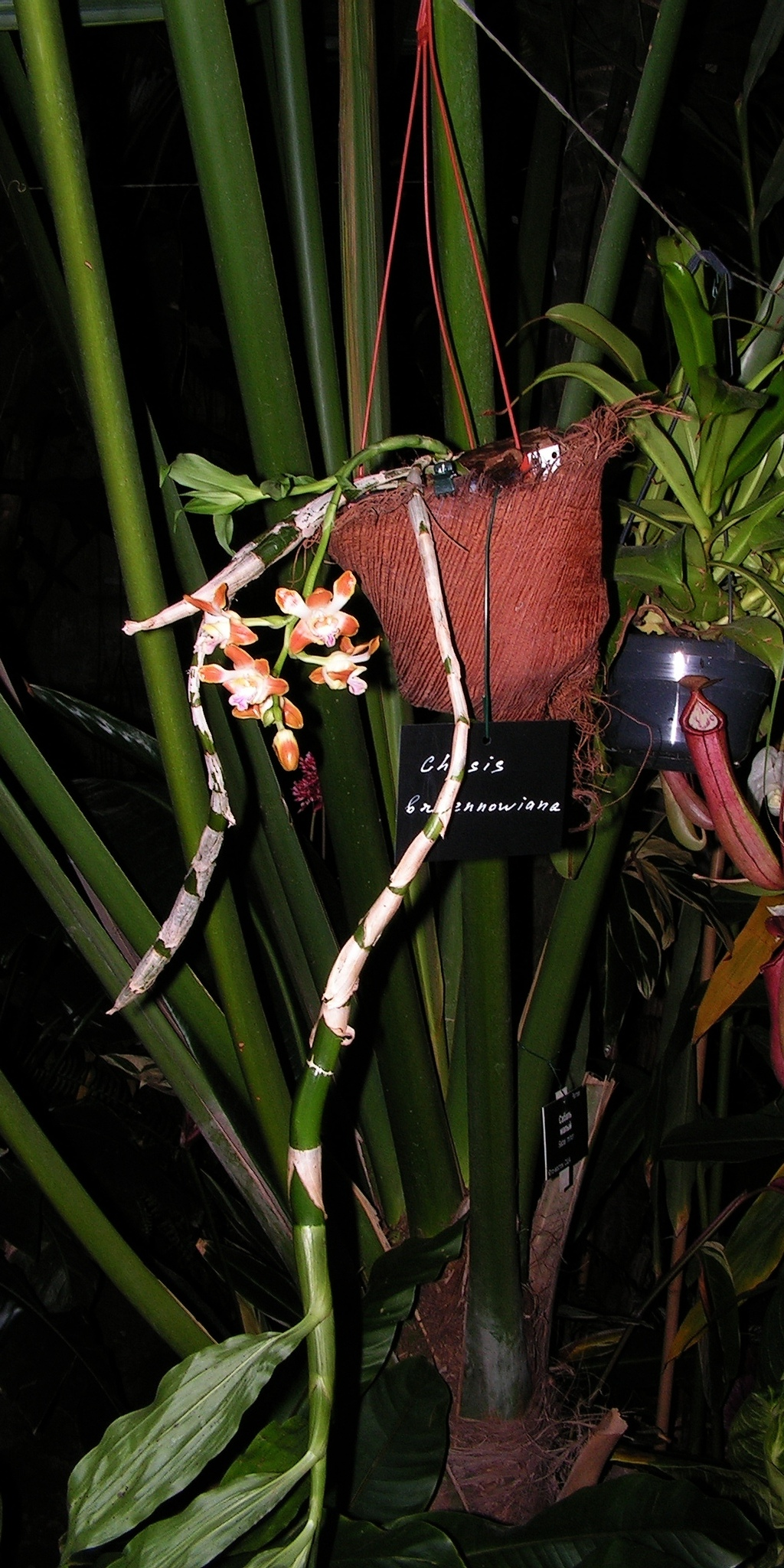
C. bruennowiana in vaso

C. bruennowiana è una pianta di media taglia, epifita (cresce su tronchi e rami di alberi), caratterizzata da un rizoma strisciante che porta pseudobulbi pendenti, a forma di canna, avvolti basalmente da guaine e portanti foglie distiche, oblungo-lanceolate, sottili, plicate, decidue.  Fiorisce in primavera e in estate con un'infiorescenza a racemo breve, da arcuata a pendula, lunga fino a 20 centimetri, portante vari fiori. Questi sono grandi mediamente 3  centimetri, cerosi, i cui colori variano dall'arancione al rosa..

## Distribuzione e habitat
Questa specie è originaria dell'America centro-meridionale ed in particolare di Nicaragua, Costa Rica, Honduras, Panama, Colombia, Ecuador, Perù e Bolivia.
Cresce come epifita della foresta pluviale, in zone umide, ad altitudini comprese tra 600e 1200 metri..

## Sinonimi
Chysis aurea var. maculata  Hook., 1851

Chysis costaricensis  Schltr., 1923

Chysis maculata  (Hook.) Fowlie, 1971

Chysis pluricostata  Dressler, 2005 publ. 2006

## Coltivazione
Le piante appartenenti a questa specie sono meglio coltivate in vaso, in terreno di media consistenza, ben drenato e richiedono una posizione a mezz'ombra, temendo la luce diretta del sole e temperature calde nel periodo vegetativo, più basse nel periodo di riposo. Nel periodo vegetativo devono essere annaffiate frequentemente, ma non dovrebbero mai disseccarsi completamente.